# Prêmio Contigo! Online 2017
Prêmio Contigo! Online 2017

12 de janeiro de 2018
Novela:
A Força do Querer
Série:
Vai Que Cola
Atriz – Novela:
Juliana Paes
Ator – Novela:
Marco Pigossi
Atriz – Série:
Marjorie Estiano
Ator – Série:
Júlio Andrade
Cauã Reymond
Cantora:
Ivete Sangalo
Cantor:
Wesley Safadão
Prêmio Contigo! de TV 

← 2015  ·  2018 →
O Prêmio Contigo! Online de 2017 é a primeira edição digital feita pela revista brasileira Contigo!, para premiar os melhores do ano de 2017. Os resultados foram divulgados no dia 12 de janeiro de 2018.

## Resumo
| Programa                      | Indicações | Prêmios |
| ----------------------------- | ---------- | ------- |
| A Força do Querer             | 17         | 6       |
| Os Dias Eram Assim            | 7          | 0       |
| Rock Story                    | 6          | 0       |
| Novo Mundo                    | 5          | 0       |
| O Rico e Lázaro               | 4          | 0       |
| Carinha de Anjo               | 4          | 2       |
| Malhação: Viva a Diferença    | 4          | 0       |
| Sob Pressão                   | 3          | 2       |
| Dois Irmãos                   | 3          | 1       |
| Pega Pega                     | 3          | 0       |
| Mister Brau                   | 3          | 0       |
| Lady Night                    | 2          | 2       |
| Masterchef                    | 2          | 0       |
| Dancing Brasil                | 2          | 0       |
| Amor & Sexo                   | 2          | 0       |
| Belaventura                   | 1          | 0       |
| A Cara do Pai                 | 1          | 0       |
| Vai Que Cola                  | 1          | 1       |
| TOC's de Dalila               | 1          | 0       |
| Fábrica de Casamentos         | 1          | 0       |
| The Voice Brasil              | 1          | 0       |
| Programa Eliana               | 1          | 0       |
| Encontro com Fátima Bernardes | 1          | 0       |
| Programa Silvio Santos        | 1          | 1       |
| Programa do Porchat           | 1          | 0       |
| Hora do Faro                  | 1          | 0       |
| Domingão do Faustão           | 1          | 0       |
| Caldeirão do Huck             | 1          | 0       |
| Conversa com Bial             | 1          | 0       |

## Vencedores e indicados
| Melhor Novela | Melhor Série ou Minissérie |
| --- | --- |

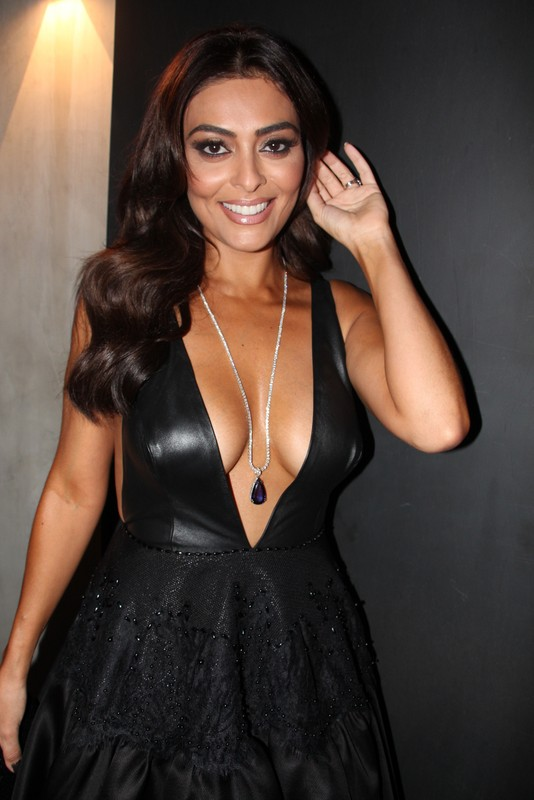
Juliana Paes, Atriz de Novela

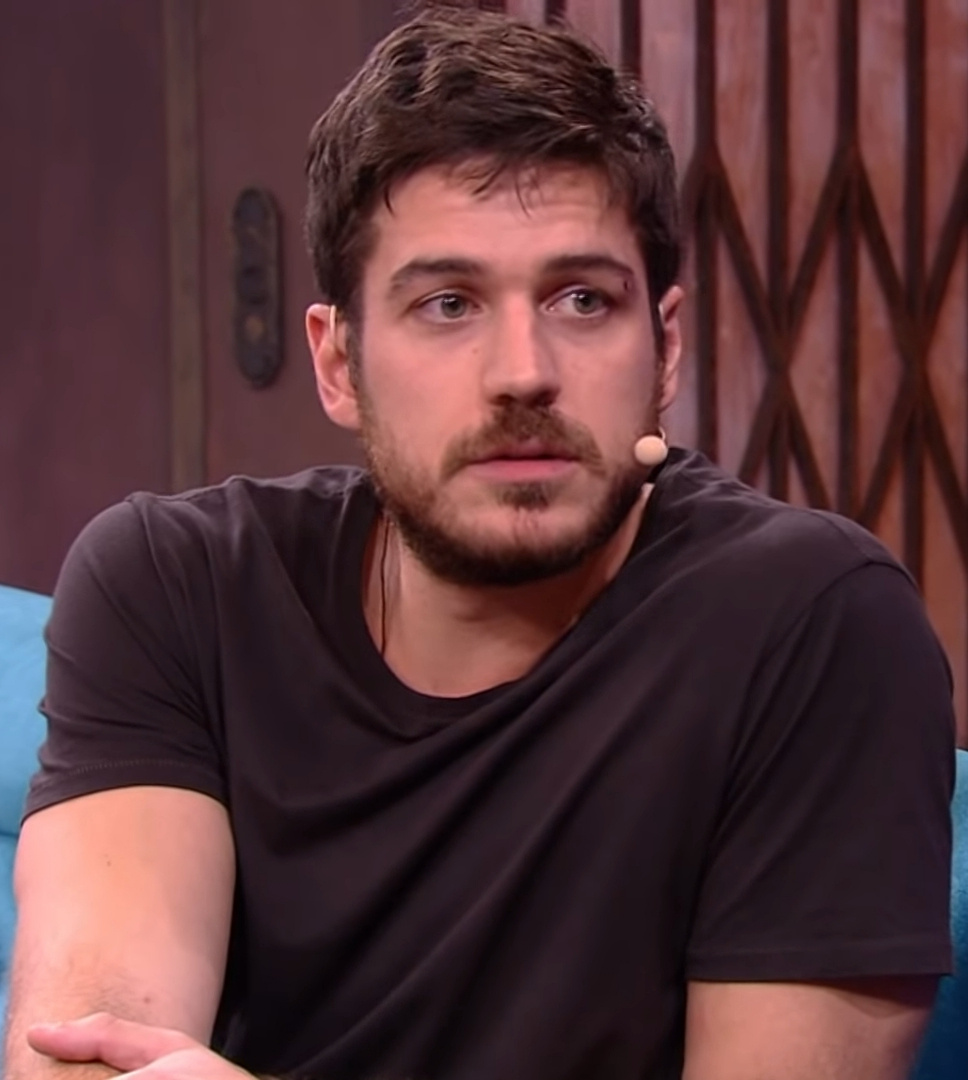
Marco Pigossi, Ator de Novela

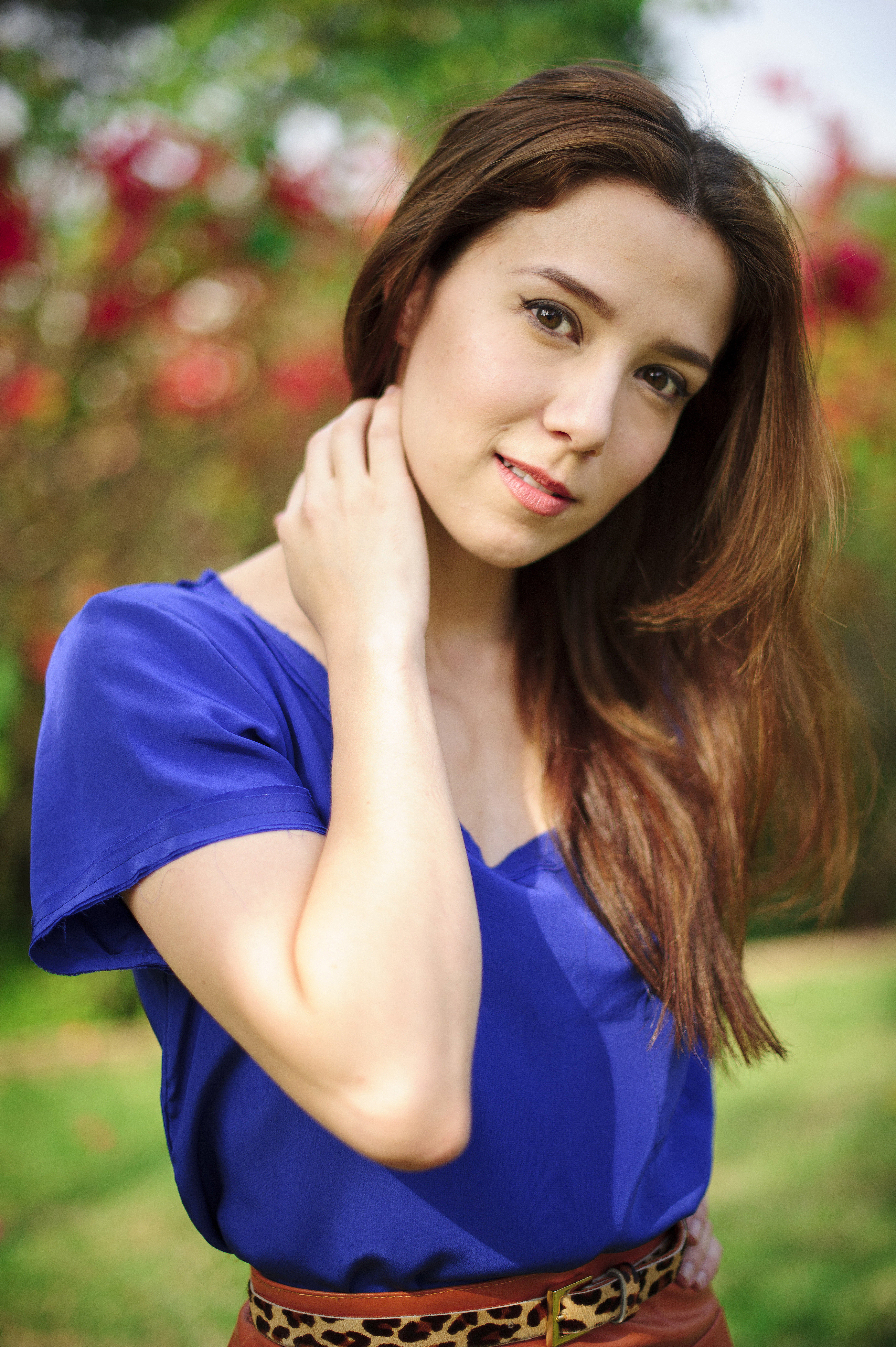
Marjorie Estiano, Atriz de Série

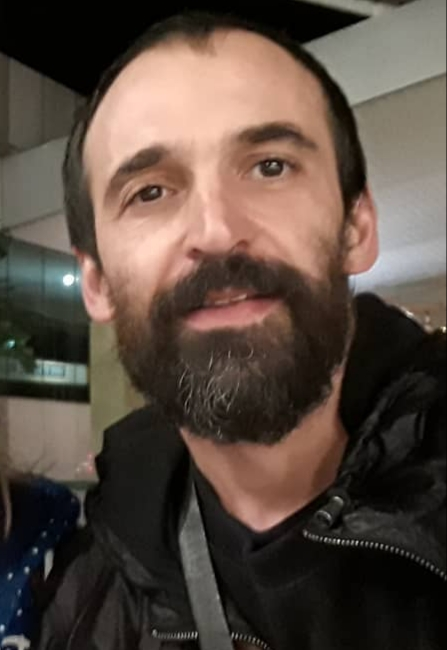
Júlio Andrade, Ator de Série

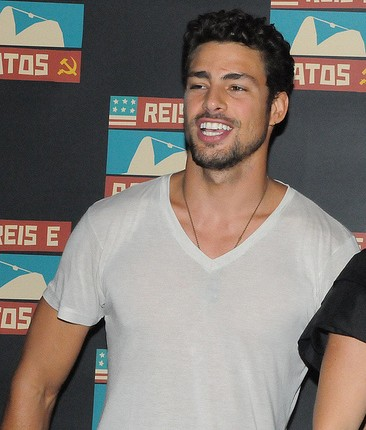
Cauã Reymond, Ator de Série

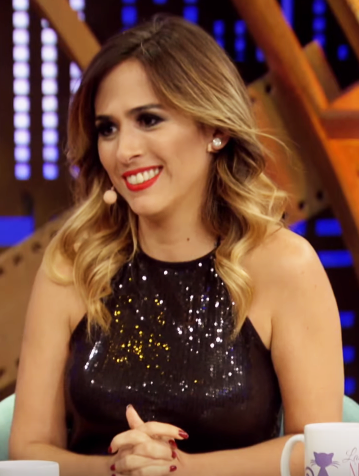
Tatá Werneck, Apresentadora

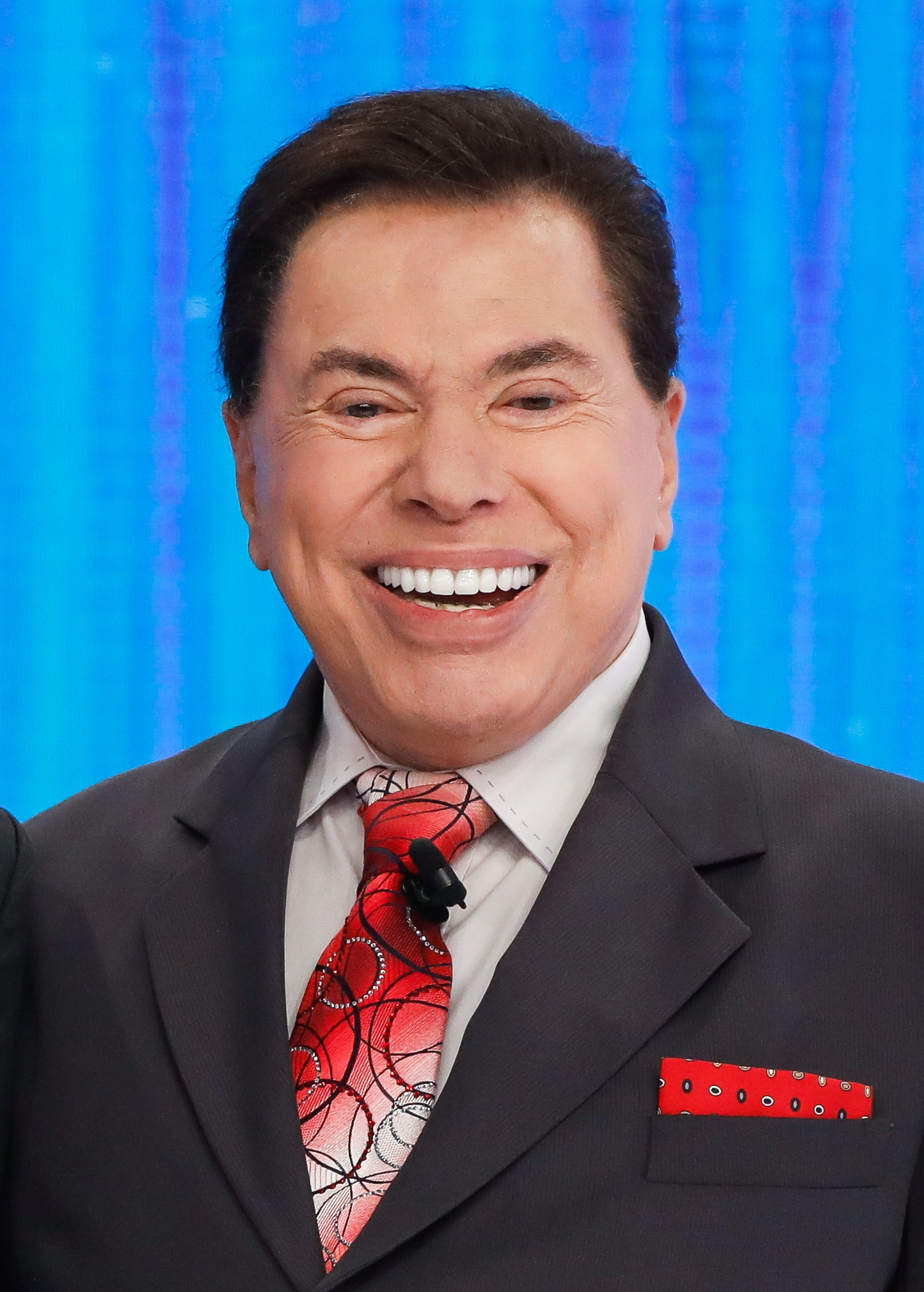
Silvio Santos, Apresentador

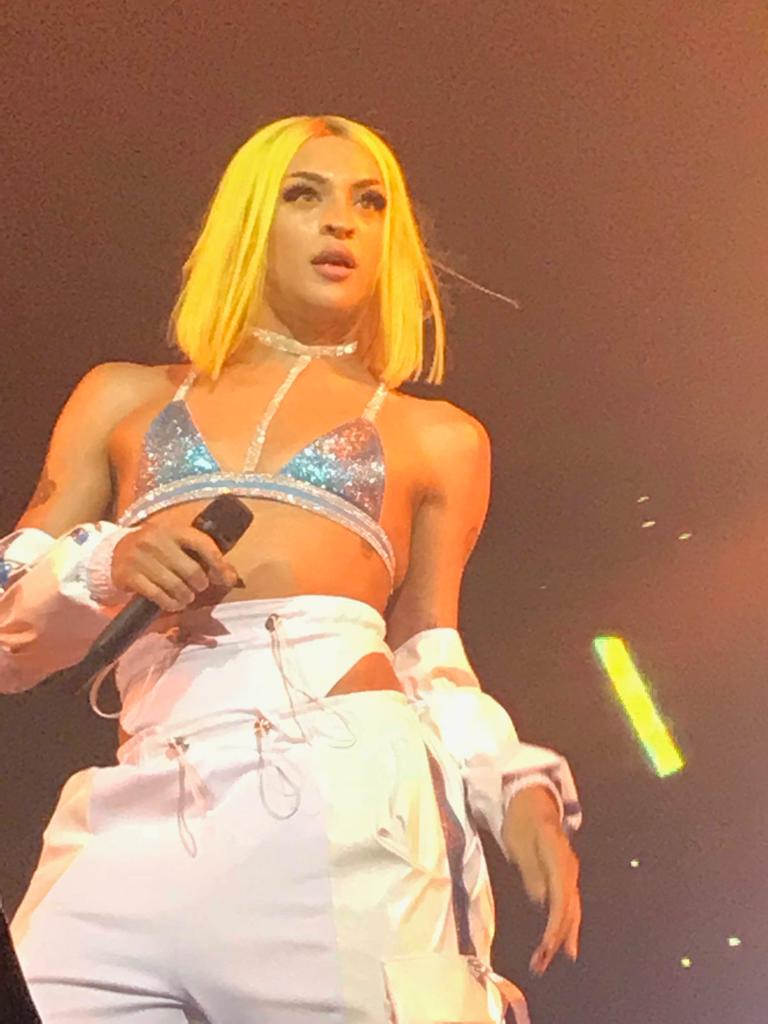
Pabllo Vittar, Revelação Musical

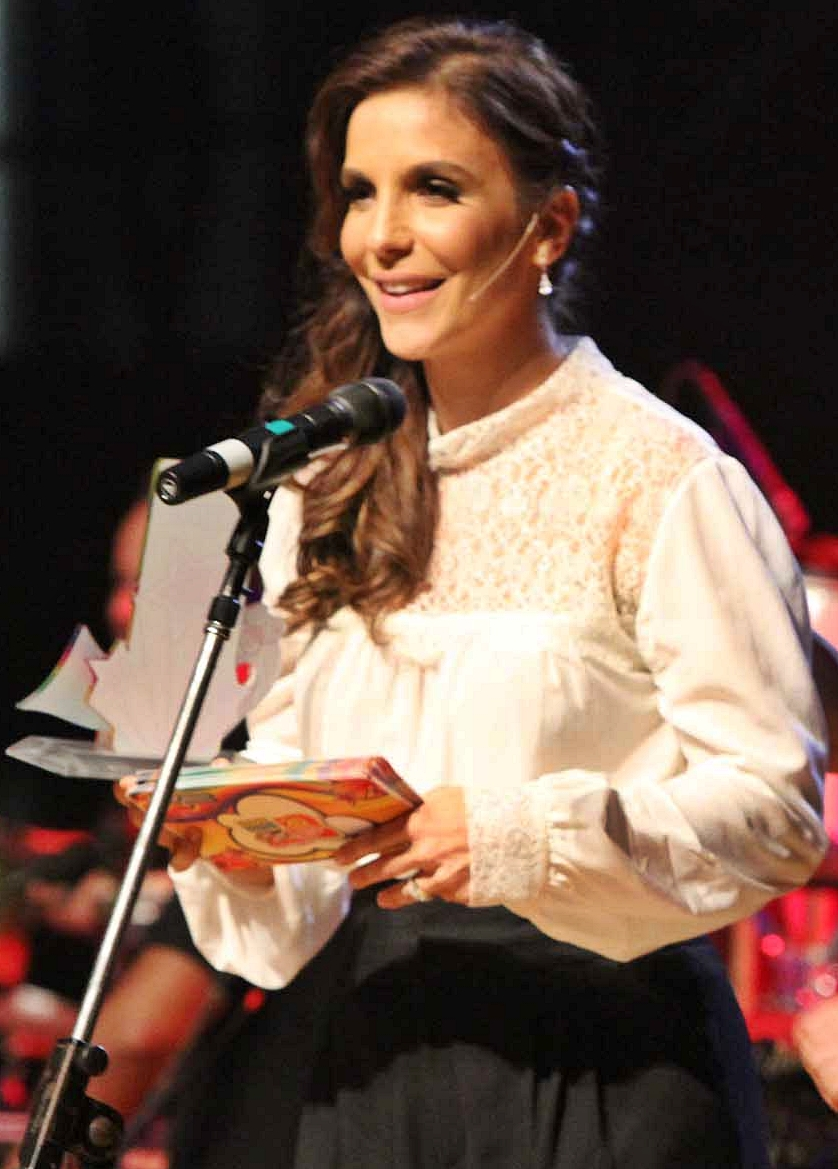
Ivete Sangalo, Cantora

| - A Força do Querer - (TV Globo) - Novo Mundo - (TV Globo) - Rock Story - (TV Globo) - O Rico e Lázaro - (RecordTV) - Carinha de Anjo - (SBT) - Malhação: Viva a Diferença - (TV Globo)                                                            | - Vai Que Cola - (Multishow) - Mister Brau - (TV Globo) - Sob Pressão - (TV Globo) - Dois Irmãos - (TV Globo) - TOC's de Dalila - (Multishow) - Os Dias Eram Assim - (TV Globo)                                                                |
| Melhor Atriz de Novela | Melhor Ator de Novela |
| - Juliana Paes - (A Força do Querer) - Isis Valverde - (A Força do Querer) - Letícia Colin - (Novo Mundo) - Milena Toscano - (O Rico e Lázaro) - Nathalia Dill - (Rock Story) - Paolla Oliveira - (A Força do Querer)                              | - Marco Pigossi - (A Força do Querer) - Caio Castro - (Novo Mundo) - Emilio Dantas - (A Força do Querer) - Igor Rickli - (O Rico e Lázaro) - Vladimir Brichta - (Rock Story) - Rafael Vitti - (Rock Story)                                     |
| Melhor Atriz de Série ou Minissérie | Melhor Ator de Série ou Minissérie |
| - Marjorie Estiano - (Sob Pressão) - Sophie Charlotte - (Os Dias Eram Assim) - Julia Dalavia - (Os Dias Eram Assim) - Susana Vieira - (Os Dias Eram Assim) - Taís Araújo - (Mister Brau) - Eliane Giardini - (Dois Irmãos)                         | - Júlio Andrade - (Sob Pressão) - Cauã Reymond - (Dois Irmãos) - Renato Góes - (Os Dias Eram Assim) - Gabriel Leone - (Os Dias Eram Assim) - Lázaro Ramos - (Mister Brau) - Daniel de Oliveira - (Os Dias Eram Assim)                          |
| Melhor Atriz Coadjuvante | Melhor Ator Coadjuvante |
| - Priscila Sol - (Carinha de Anjo) - Débora Falabella - (A Força do Querer) - Maria Fernanda Cândido - (A Força do Querer) - Elizângela - (A Força do Querer) - Nanda Costa - (Pega Pega) - Vivianne Pasmanter - (Novo Mundo)                      | - Humberto Martins - (A Força do Querer) - Marcelo Serrado - (Pega Pega) - Caio Paduan - (Rock Story) - Tonico Pereira - (A Força do Querer) - Dudu Azevedo - (O Rico e o Lázaro) - Rodrigo Simas - (Novo Mundo)                               |
| Melhor Atriz Revelação | Melhor Ator Revelação |
| - Carol Duarte - (A Força do Querer) - Vitória Strada - (Tempo de Amar) - Valentina Herszage - (Pega Pega) - Daphne Bozaski - (Malhação: Viva a Diferença) - Karla Karenina - (A Força do Querer) - Heslaine Vieira - (Malhação: Viva a Diferença) | - Jonathan Azevedo - (A Força do Querer) - Silvero Pereira - (A Força do Querer) - Bruno Cabrerizo - (Tempo de Amar) - João Vicente de Castro - (Rock Story) - Matheus Abreu - (Malhação: Viva a Diferença) - Bernardo Velasco - (Belaventura) |
| Melhor Artista Mirim | Melhor Programa |
| - Lorena Queiroz - (Carinha de Anjo) - João Bravo - (A Força do Querer) - Sienna Belle - (Carinha de Anjo) - Mel Maia - (A Cara do Pai) - Drico Alves - (A Força do Querer)                                                                        | - Lady Night - (Multishow) - Masterchef - (Rede Bandeirantes) - Dancing Brasil - (RecordTV) - Amor & Sexo - (TV Globo) - Fábrica de Casamentos - (SBT) - The Voice Brasil - (TV Globo)                                                         |
| Melhor Apresentadora | Melhor Apresentador |
| - Tatá Werneck - (Lady Night) - Xuxa - (Dancing Brasil) - Eliana - Programa Eliana - Fernanda Lima - (Amor & Sexo) - Ana Paula Padrão - (Masterchef) - Fátima Bernardes - (Encontro com Fátima Bernardes)                                          | - Silvio Santos - (Programa Silvio Santos) - Fábio Porchat - (Programa do Porchat) - Rodrigo Faro - (Hora do Faro) - Fausto Silva - (Domingão do Faustão) - Luciano Huck - (Caldeirão do Huck) - Pedro Bial - (Conversa com Bial)              |
| Melhor Jornalista | Revelação Musical |
| - Evaristo Costa - (Jornal Hoje) - Sandra Annenberg - (Jornal Hoje) - Dony De Nuccio - (Jornal Hoje) - William Bonner - (Jornal Nacional) - César Tralli - (SPTV) - Carlos Nascimento - (SBT Brasil)                                               | - Pabllo Vittar - IZA - Alok - Kevinho - Ana Vilela - Livinho |
| Melhor Filme | Melhor Peça de Teatro |
| - Os Parças - Bingo: O Rei das Manhãs - Meus 15 Anos - O Filme da Minha Vida - Como Nossos Pais - João, O Maestro | - Cantando na Chuva - O Som e a Sílaba - Os Miseráveis - Baixa Terapia - O Grande Sucesso |
| Melhor Cantora | Melhor Cantor |
| - Ivete Sangalo - Anitta - Ludmila - Claudia Leitte - Marília Mendonça - Sol Almeida | - Wesley Safadão - Nego do Borel - Luan Santana - Projota - Tiago Iorc - Léo Santana |
| Melhor Dupla Sertaneja | Melhor Grupo |
| - Simone & Simaria - Maiara & Maraísa - Zé Neto & Cristiano - Matheus & Kauan - Henrique & Juliano - Jorge & Mateus | - Rouge - Anavitória - Aviões do Forró - Banda Uó - Pixote - Scalene |
| Hit do Ano | Melhor Clipe |
| - "Sua Cara" - Major Lazer com Anitta e Pabllo Vittar - "Paradinha" - Anitta - "Olha a Explosão" - Kevinho - "Loka" - Simone & Simaria e Anitta - "K.O." - Pabllo Vittar - "Você Partiu Meu Coração" - Nego do Borel, Wesley Safadão e Anitta      | - "À Vontade" - Ivete Sangalo e Wesley Safadão - "K.O." - Pabllo Vittar - "Regime Fechado" - Simone & Simaria - "Downtown" - Anitta e J Balvin - "Sua Cara" - Major Lazer, Anitta e Pabllo Vittar - "Cheguei" - Ludmilla                       |